# Organizacja Socjalistyczno-Niepodległościowa „Wolność”
Organizacja Socjalistyczno-Niepodległościowa „Wolność” – niepodległościowa organizacja konspiracyjna członków Polskiej Partii Socjalistycznej działająca w Wilnie (pod okupacją litewską i okupacją sowiecką), a następnie w Warszawie w okresie 1939–1941.

## Historia
Grupa konspiracyjna skupiająca przede wszystkim dziennikarzy, literatów i artystów powstała w październiku 1939 jako Organizacja Socjalistyczna „Wolność”. Już w listopadzie 1939 grupa opracowała pierwszy dokument programowy – Manifest Wolności, w którym przeciwstawiając się agresji Niemiec i ZSRR określono, iż „Naczelnym celem walki polskich mas pracujących jest odbudowa pełnej niezależności i niezawisłości politycznej Polski i ugruntowanie jej bytu w oparciu o zasady demokracji i sprawiedliwości społecznej”. Organizacja powołała Komitet Główny w składzie: Artur Salman „Stefan Arski”, Jan Dąbrowski, Artur Feber, Henryk Greniewski. Już od początku podporządkowana była strukturom wojskowym – Służbie Zwycięstwu Polski – ZWZ. W styczniu 1940 część działaczy opuściła kraj i poprzez Szwecję udała się na emigrację (m.in. Artur Salman „Stefan Arski”, Feliks Gross). W związku z tym wyłoniono nowy Komitet Główny, w skład którego weszli: Wacław Zagórski, Zbigniew Mitzner, Michał Grynerg i Władysław Malinowski. Od lutego 1940 organizacja zaczęła wydawać pismo „Wolność”.
Po przedostaniu się części działaczy do Warszawy organizacja powołała nowy Komitet Główny w składzie: Wacław Zagórski (przewodniczący), Henryk Greniewski, Zbigniew Mitzner, Andrzej Wróblewski. W styczniu 1941 rozpoczęto wydawanie pisma „Wolność” w Warszawie. W marcu 1941 na konferencji przyjęto nazwę: „Organizacja Socjalistyczno-Niepodległościowa „Wolność”. Na konferencji doszło również do połączenia z organizacją „Gwardia”, zaś do Komitetu Głównego weszli Leszek Raabe, Jan Topiński (jako przewodniczący KG) i Włodzimierz Kaczanowski. W sierpniu 1941, na wniosek Zbigniewa Mitznera ps. „Rafał” a wbrew decyzji Komitetu Głównego, który chciał łączyć WRN z innymi grupami socjalistycznymi, pismo zaczęto sygnować znakiem „WRN”. Spowodowało to wyjście z organizacji grupy „Gwardia”.
Ostatecznie w 1941 grupa zaprzestała działalności wchodząc w większości do PPS-WRN. Od lutego 1942 pismo „Wolność” zaczęło ponownie wychodzić pod znakiem PPS-WRN.